# 福斯集團汽車舞弊事件
福斯集團汽車舞弊事件，又稱福斯汽車廢氣排放醜聞（Volkswagen emissions scandal）、柴油門、排放門，是指大众集团（VW）於2015年9月，被美国国家环境保护局（EPA）查獲，其在美國銷售的車輛，发动机控制器都植入了特殊軟體，以規避官方檢驗的事件。9月18日，EPA指控大众集团，在美國銷售的奥迪A3、大众高尔夫、大众新甲壳虫、大众捷达、大众帕萨特等使用EA189型號柴油引擎的車款，都在發動機控制器中植入可規避官方檢驗的軟體，在官方檢驗時自動調整相關參數以通過廢氣排放標準，但實際上這些車輛排放的廢氣全都超標十至四十倍。在2009年至2015年期间，福斯汽車在全球約1,100萬輛汽車中部署了該軟件，其中包括在美國的50萬輛汽車。

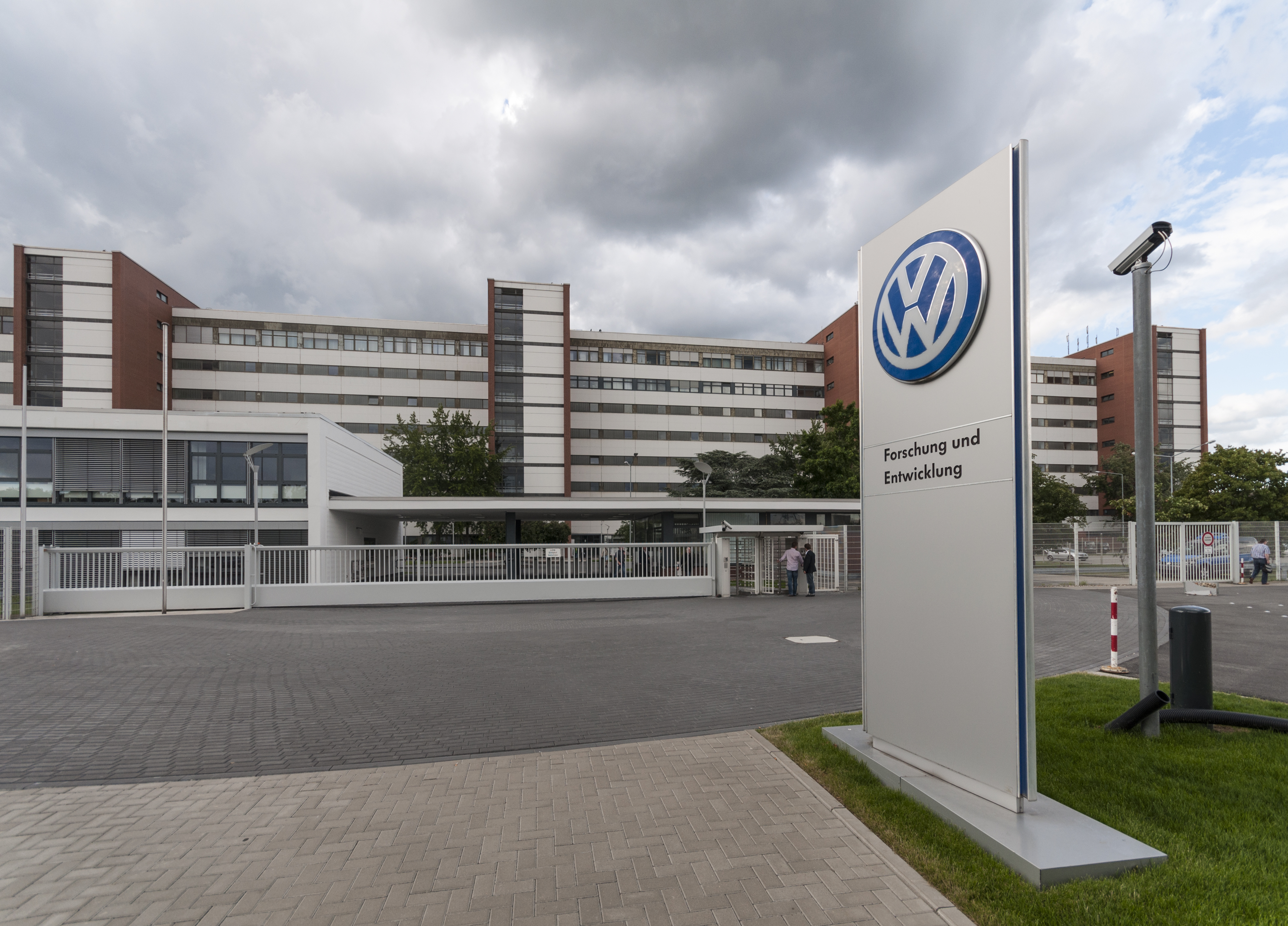
大众汽车位于沃尔夫斯堡的研究和开发部

2014年，加利福尼亞州空氣資源委員會（CARB）委託國際清潔運輸委員會（ICCT）進行了歐洲和美國車輛模型之間排放差異的研究，總結了來自15種車輛的三種不同來源的數據。其中包括西弗吉尼亞大學的五名科學家組成的小組，他們在實況道路測試中發現了三分之二的柴油汽車中的其他排放物。ICCT還從另外兩個來源購買了數據。新的道路測試數據和購買的數據是由1990年代中期由多個人開發並於2014年5月發布的便攜式排放物測量系統（PEMS）生成的。
2015年，丹尼爾·道爾頓環境保護部對排放醜聞做出了唯一的立法回應，這將確保汽車在其整個使用壽命期間都在道路上進行測試。
目前，在美國以及大多數受影響車輛所在的歐盟，正在採取各種政府和民事行動；儘管他們仍然可以合法開車前往那裡，但消費者團體和政府尋求確保福斯汽車已經像在美國那樣適當地補償了這些車主。
醜聞使人們認識到，來自各種汽車製造商的所有柴油動力汽車排放的污染物水平更高，在實際駕駛條件下，這些污染物超過了法定的排放限值。通過ICCT和ADAC進行的一項研究顯示最大偏差集中於沃尔沃、雷諾、吉普，現代汽車，雪鐵龍和菲亞特的車輛。

## 事件背景

### 福斯汽車防污染系統
自1980年代初以來，三元催化器技術一直非常有效地用於減少汽油機排氣中的氮氧化物，但由於柴油机排气氧氣含量較高，因此这项技术并不能适用于柴油机
2005年，福斯汽車的零部件要購買的梅赛德斯-奔馳的“BLUETEC”系統，減少污染，但大眾汽車的其他部分拒絕了，寧願發展自己的系統。

### 1998年的早期預警
1998年，一位瑞典研究人員批評了新歐洲行駛週期標準，該標准允許測試與實際情況之間存在較大的排放差異。

### 排放測試問題
西弗吉尼亞大學的一組科學家向ICCT提交了一項提案，約翰·德國（John German）向他們提供了50,000美元的贈款，用於一項研究，以對三種柴油汽車進行測試：大众帕萨特，大众捷达和BMW X5。
2014年初，两名教授和两名学生开始测试三辆汽车在道路条件下的排放，使用便携式排放测量系统，使其能够收集真实世界的驾驶排放数据，以便与实验室测功器测试进行比较。

### 廢氣排放標準
| 車輛             | EPA (美國) | EPA (美國) | EPA (美國)          | 歐規五期  | 歐規五期 | 歐規五期         | 歐規六期  | 歐規六期 | 歐規六期  | 註解                                         |
| 車輛             | 限制       | 動力計     | 西維珍尼亞大學 測量 | 限制      | 檢驗     | 測量 2011        | 限制      | 檢驗     | 測量 201x | 註解                                         |
| ---------------- | ---------- | ---------- | ------------------- | --------- | -------- | ---------------- | --------- | -------- | --------- | -------------------------------------------- |
| 汽車A 大众捷达   | 0.043 g/km | 0.022 g/km | 0.61–1.5 g/km       | 0.18 g/km |          | 0.62 ± 0.19 g/km | 0.08 g/km |          |           | lean-NO x 收集器（LNT）（車輛A）             |
| 汽車B 大众帕萨特 | 0.043 g/km | 0.016 g/km | 0.34–0.67 g/km      |           |          | 0.62 ± 0.19 g/km |           |          |           | 基於尿素的選擇性催化還原（SCR）系統（車輛B） |

### EPA注意到違規
2015年9月18日，美國EPA向大眾汽車集團發出了違反通知（NOV），指控大約480,000輛配備2升TDI發動機的福斯汽車和奧迪汽車在2009年至2015年之間在美國銷售，並符合排放標準。 安裝了「減效裝置」。違規通知是向接收者的通知，即EPA認為它已違反了規定，並非最終確定賠償責任。
福斯的“减效裝置”是專門編寫的發動機管理單元固件，當使用FTP放置在測力計上時，該固件可檢測“方向盤的位置，車速，發動機的運行持續時間和氣壓”。-75測試時間表。這些標準非常符合EPA要求的排放測試協議，該協議允許車輛通過在測試過程中正確激活所有排放控制來遵守排放法規。EPA的NOV聲稱，在正常駕駛條件下，該軟件抑制了排放控制，從而提高了燃油經濟性，但会导致氮氧化物比法律所允許要高。

### 情報
2017年2月，《明鏡周刊》報導說，2015年2月，以色列前外交官阿維·普里莫（Avi Primor）向當時的福斯汽車董事會主席費迪南德· 皮赫展示了該文件，美國各機構在此文件中警告了首席執行官馬丁·溫特科恩（Martin Winterkorn）提早操縱此事。在2015年2月底的會議中，普里莫向他的朋友Yuval Diskin介紹了皮赫，後者從直接指揮以色列內政部新押注的特勤局退休後，成立了一家網絡安全公司。Shin Bet顯然很早就知道了這一丑聞。Primor確認會議已經舉行，但是Primor和Diskin都拒絕給Piech小費。在2017年3月上旬，Piech詢問文特恩美國機構是否發出過警告，但溫特科恩否認了。

## 福斯回應

### 初步回應

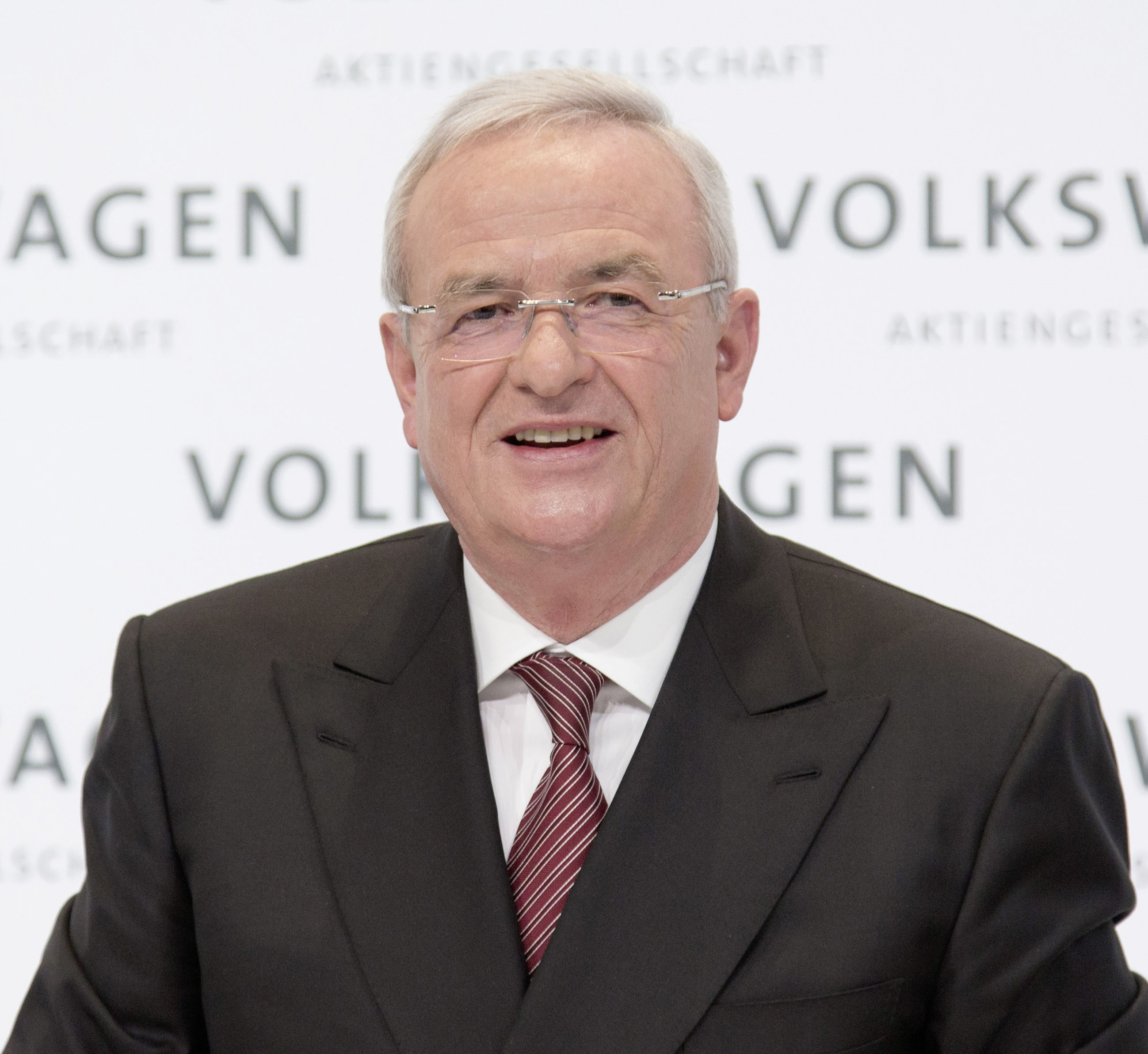
大众集團前CEO馬丁·文德恩，2015年3月

根據EPA的說法，大众汽车在醜聞爆發之前堅持一年，差異只是技術故障。大眾汽車在面對有關“故障裝置”的證據後才完全承認自己操縱了車輛排放測試。
據報導，大众汽车準備清潔的第一個跡象發生在2015年8月21日於加利福尼亞州太平洋格羅夫舉行的綠色運輸會議上，一位不願透露姓名的公司代表與EPA運輸和空氣質量辦公室主任Christopher Grundler接觸，感到驚訝他非正式地承認該公司一直在欺騙監管機構。

### 排放問題
大众汽车在2015年11月3日透露，其內部調查發現CO2排放和燃料消耗量數據也受到“不規則性”的影響。這些新問題的首次維修費用估計高達20億歐元，主要涉及柴油，還涉及一些汽油模型，初步估計表明，約有80萬輛配備1.4、1.6和2.0升發動機的大眾汽車，斯柯達，奧迪和座位可能受到影響。

### 車輛召回及其後果
2015年9月29日，大众汽车宣布計劃改裝多達1100萬輛受影響的車輛，這些車輛將安裝福斯 EA189柴油發動機，其中包括大眾品牌的500萬輛，奧迪品牌的210萬輛，斯柯达品牌的120萬輛和輕型商用車的180萬輛。西亞特表示，其70萬輛柴油車型受到影響。僅在歐洲，總共就有800萬輛汽車受到影響。

### 補償措施
2020年5月25日，德國聯邦最高法院判決福斯汽車必須就廢棄排放檢測舞弊事件賠償車主。

### 事件經過
而這件事情從2008年開始，至2015年才被揭發，是因為美國「數位千禧年著作權法」，保護了該特殊軟體，車主甚至美國政府都無法检查軟體內容。
2015年9月22日，集團CEO马丁·文德恩公開聲明承認確有此事，並即刻停售配有2.0升柴油引擎的所有車款。EPA說，每輛車的罰款為37500美元，而VW自2008年起，在美國已銷售超過48萬輛柴油車，故初期估計，VW最高要繳交180億美金的罰款。因受到此事件影响，9月23日，大众集团CEO马丁·文德恩宣布辞职，而保时捷CEO马蒂亚斯·穆勒则接任大众汽车CEO。
2016年6月，福斯集團以150億美元與相關單位達成和解。
2019年4月15日，德国不伦瑞克检方宣布，根据“排放门”调查取得的阶段性结论，其已正式起诉包括大众汽车前董事长马丁·文德恩在内的五名高管。

### 受影響車型
該EPA 11月2日2015年透露，福斯汽車公司已發運更多的柴油車型的設備，其中包括2014年的福斯途锐和2015年的保時捷卡宴。還發現2016年款的Audi Quattro柴油也受到影響，包括幾種2016年的Audi Quattro型號（2016年的Audi Quattro A6，A7，A8，A8L和Q5）。

## 事件的後續

### 健康後果

#### 致命
学术期刊环境研究报发表研究发现2008到2015年间，美国共有59例儿童和青少年死亡直接追因于大众汽车的有毒尾气。其中87%为微粒污染、13%是臭氧中毒。同时研究发现如果立即禁用所有涉事大众汽车，2016年内可以挽救大约130人的生命。
在先前的非同行审阅期刊上，有研究估计了大众尾气大约导致了10到350例死亡。

#### 非致命
大众的超标尾气所含的大量NO
2会造成地表臭氧空洞，增加罹患哮喘、慢性支气管炎、和慢阻肺。氮氧化物还会放大微粒的危害、造成心脏问题。氮氧化物污染每年大约造成5万美国人死亡。
上述的环境研究报的文章预测作弊尾气将使得美国各地居民因慢性病而受到折磨。按照失能调整生命年(DALYs)量化大约是4.5万年，折合经济损失390亿美元。
2016年6月，前德国环境部长、现国际环保交通理事会创办者Axel Friedrich在纽约时报上表示：“大众集团的行为不只能用作弊来概括了，环境上的影响来说这简直是故意谋杀。”

### 環境後果
氮氧化物NO
x也有助於酸雨，和明顯棕色雲或霾由於兩者的可見性質NO
2和產生的對流層臭氧。 NO和NO
2不是溫室氣體而N
2O是。NO
2 是地面臭氧的前兆。

### 政府指控和财务惩罚

#### 政府

##### 加拿大
2019年12月，加拿大政府向大众提出了包括60项控罪的起诉书，其中包括蓄意向加拿大出口安装了尾气指标作弊装置的车辆。大众承认，在2008年初至2015年底期间，向加拿大出口了12万8千辆安装了非法作弊设施、谎报尾气排放指标的车辆。2020年1月，多伦多一家法庭批准了大众公司同加拿大政府达成的和解方案。根据和解方案，大众须支付1亿9千650万加元。

##### 德國
2019年5月7日，德国斯图加特检察官办公室表示大众集团旗下保时捷，将为安装尾气排放检测舞弊软件支付5.35亿欧元罚款。
2020年9月9日，德國不倫瑞克地方法院批准對文德恩的審理。何時開庭尚未決定。
2023年6月27日，大眾旗下的奥迪前首席执行官因在柴油门中的欺诈行为，被德国慕尼黑法院判处21个月缓刑。2025年5月26日，大众四名前高管又因在排放门中作弊被判犯有欺诈罪。

##### 中国大陆
2015年9月，多个国家已宣布对大众和涉案柴油车辆展开调查。多家媒体报道称，柴油乘用车在中国市场占比少：施新副教授表示中国柴油油品质量差，不满足乘用车先进柴油机的需求；汽柴油炼制比例使得现有柴油供应已经很困难，无法大幅增加供应柴油；参与制造涉事柴油发动机的罗伯特·博世公司曾努力推动中国市场柴油车乘用化，认为公众曾热议并认为中国老旧柴油动力的商用车存量噪音大、污染严重、突破检测漏洞等阻碍柴油乘用车大规模应用，“柴油门”事件会对中国的柴油乘用车发展造成负面影响。上述观点得到首席分析师贾新光等业内人士支持。外媒报道，大众自2000年前后到2008年一直致力在中国推广柴油车，捷达和奥迪的进口柴油车都曾想方设法进入过中国市场，但未获市场认可；试图建设柴油车工厂的努力未获得中国政府同意；政府担心柴油发动机对环境的污染过于严重。同时报道认为“柴油门”事件在中国市场对大众品牌汽油乘用车和“德国制造”声誉当时影响有限。
截至9月23日，中国仍未公开宣布展开调查，一度有报道称因为涉嫌违规排放的，已经达到1100万辆的柴油汽车目前并未在中国销售。24日，两家大众合资企业一汽-大众和上海大众先后发表正式声明称，此事件并不涉及中国市场。而负责进口车业务的大众汽车集团（中国）一直未就此事发布正式声明，只是在接受记者问询时简单回复，对此事不予评论，大众进口柴油车在中国并无销售。同时，未经证实的数据显示，当年1－8月，大众中国已经在华销售了近1500辆进口柴油车；而2014年这个数字为3000多辆。同日，外交部发言人洪磊就德国大众汽车尾气造假丑闻答记者问时表示，“我们注意到有关报道。中国消费者的权益必须得到有效保障。”25日，大众中国改口回复称“目前此事正处在全力调查过程中。我们将在适当的时候与大家分享更新的信息。同时，我们也诚挚地希望能够获得您的理解。”
9月26日，大众中国发布声明，经查发现由大众汽车集团（中国）进口、搭载了EA189型四缸柴油发动机的1946辆大众进口途威（TIGUAN）汽车，有可能受到尾气排放造假事件的影响。声明特别指出，根据上海大众以及一汽-大众的生产和销售记录，该事件不涉及大众汽车集团在华合资企业生产和销售的所有产品。集团旗下其他品牌在中国销售或生产的车型均未搭载此款发动机。
10月10日，国家质量监督检验检疫总局发布《质检总局关于进口大众汽车的风险警示通告》（2015年2号），通告称质检总局收到大众汽车（中国）销售有限公司统计中国市场情况，共有配备EA189柴油发动机（2.0TDI）的1946辆进口途威（TIGUAN）和4辆进口帕萨特B6涉及此次问题，经约谈，目前该公司拟通过更新软件的方法解决相关问题；根据《进出口商品检验法》及其实施条例、《进出口工业产品风险预警及快速反应管理规定》等法律法规的规定，发布风险警告；高度关注该问题处置进展，将视情况采取相应后续措施。
10月12日，环境保护部有关负责人向媒体通报称，环境保护部近日就媒体关注的“大众柴油车废气作假问题”进行了调查。据大众汽车（中国）投资有限公司报告和环境保护部初步调查结果，受柴油发动机技术及油品等因素制约，我国柴油乘用车发展缓慢，相关问题柴油车型尚未在我国生产，但进口销售搭载在美涉案同款发动机车辆为1900余辆。下午，大众中国宣布召回1950辆涉事车辆，发布修正车载发动机控制软件的通知。

###### 德國總理默克尔与大众CEO穆勒访华[103]
10月23日，外交部新闻发言人华春莹宣布：应国务院总理李克强邀请，德国总理安格拉·默克尔将于29日至30日对中国进行正式访问。此前9月15日，洪磊在外交部例行记者会上表示，中方欢迎德国总理默克尔年内再次访华，相信中德高层互访将巩固和深化各领域合作。10月25日，外媒引知情人士消息称新任大众CEO马蒂亚斯·穆勒将随德国总理默克尔访华，将在此访期间亲自向默克尔汇报大众对柴油车排放作弊事件的调查进展，并将同大众汽车两家中国合资企业的高管探讨未来的战略性问题。大众发言人证实并拒绝透露具体行程和更多细节。此次访华被部分媒体解读为因难民危机，同时发生柴油车排放作弊事件向中国示好。
10月29日，中德总理达成共识将携手推进“中国制造2025”和“德国工业4.0”战略对接。大众官方宣布，未来四年将按照2014年11月的计划通过两家在华合资企业，使用中国市场自有资金，在中国投资220亿欧元，并与中国工商银行签署战略合作协议，在工业4.0战略推动下聚焦智能化研发；30日，李克强上午独自考察江淮汽车，推动与大众的合作，2017年大众安徽成立。

###### 中国绿发会提起环境公益诉讼索赔上亿元 与大众中国达成调解设立1480万元慈善信托
10月9日，中国绿发会向海关总署申请公开2015年所有进口中国搭载柴油发动机的德国大众汽车的数量、型号以及发动机型号信息，截至12月仍未得到回复。10月27日的政府信息公开答复书中回应中国绿发会13日向质检总局申请进口德国大众柴油车辆的尾气排放检测报告，称检测报告不存在。
12月10日，中国生物多样性保护与绿色发展基金会（绿发会）收到天津第二中级人民法院“排放门”事件对大众汽车集团（中国）提起环境公益诉讼的正式受理通知书（2015）二中保民初字第0098号，并称据公开搜索是2014年修订《环保法》实施以来天津市首例环境公益诉讼。共向被告提出四项诉讼请求：一是要求大众汽车公开赔礼道歉；二是承担环境污染损害赔偿和惩罚性赔偿；三是采取措施或替代修复措施，修复被污染损害的环境；四是承担此次诉讼的全部费用。报道采访发言人称此次就1950辆涉事柴油车索赔金额达上亿元。
截至12月下旬，法治周末记者采访中国绿发会法律中心主任王文勇，称尽管已掌握大众汽车排放造假的确凿证据，大众汽车因此在中国并未受到政府相应处罚；并称将向法院申请指定损害鉴定评估机构出具评估报告，赞赏法院顺利通过立案申请，能警示其他涉嫌排放造假的企业。中国政法大学教授、中国环境资源法学研究会副会长曹明德赞同中国绿发会诉讼的第二、三项赔偿与修复要求，表示“虽然现行法律对机动车尾气排放造假问题没有详细规定，但对车企进行行政处罚是没有问题的。本案的难点就在于如何界定被告的损害后果，比如造成了哪些损害、损害程度如何等。”并可以借鉴国外相关经验，结合造假企业主观上是否存在重大过错，按照每辆车处罚多少钱确定赔偿总额。睿信咨询创始合伙人、执行董事付志勇则表示，此案的目的不在于处罚多少，而在于一旦确定能够进行损害赔偿处罚形成判例，有助于倒推我国相关立法。
2017年9月30日，中国绿发会以邮寄方式递交书面申请，对大众汽车（中国）销售有限公司汽车尾气造假（2015）二中保民初字第0098号环境污染民事公益诉讼案中，追加德国大众公司总部为共同被告。
2020年6月4日，中国绿发会收到传票，载明16日10时30分开庭，并称诉讼至今四年多次开庭，大众始终坚称涉诉车辆与美国的不一样。7月，中国生物多样性保护与绿色发展基金会收到天津市第二中级人民法院公益诉讼一审判决书，判决被告大众汽车（中国）销售有限公司对尚未被召回的涉案汽车继续完成更新发动机软件义务以消除隐患；承担大气环境修复费用975万至天津财政指定账户；在全国性媒体公开赔礼道歉；承担原告差旅费5226元，驳回原告其他诉讼请求。中国绿发会支持和感谢法院一审判决认为这1950辆汽车与销售至全球其他市场的汽车系同一类型，而且本次事件系大众公司恶意安装逻辑软件而达到环保排放要求所致；同时质疑在损害赔偿的认定数额上，直接酌定数据而未能通过鉴定评估等方式计算得出；认为公益诉讼赔偿款支付至当地财政无任何法律依据；对社会组织诉讼成本支持较少等。原被告双方都已提出上诉。
2022年1月20日，天津市高级人民法院在人民法院公告网公告称，该院于2020年7月14日立案受理上诉人中国生物多样性保护与绿色发展基金会与上诉人大众汽车（中国）销售有限公司大气污染责任纠纷（环境污染民事公益诉讼）一案。诉讼过程中， 当事人达成调解协议。大众汽车（中国）销售有限公司在判决中未受到政府的行政处罚。2015年报道中有专家支持政府、法院对涉事企业裁定赔偿，公开搜索并无处罚后文。
根据调解协议约定，大众汽车（中国）于该调解书生效之日起20日内向天津慈善协会捐赠1480万元，由天津慈善协会委托天津信托成立慈善信托，该慈善信托目的为生态环境保护，支持环境公益事业；大众汽车（中国）依照《缺陷汽车产品召回计划》，通知尚未召回的涉案汽车的车主，继续完成更新发动机控制系统相关软件的工作；向基金会支付因该案产生的费用20万元以补偿其诉讼支出。
2014年修订《环保法》实施以来，截至2016年7月全国首例大气污染环境公益诉讼一审宣判，据公开搜索，已提起诉讼的16单大气类环境公益诉讼案件中，除本案件外，其他15起案件均是因企业超标排放，且被环保部门行政处罚后被起诉；2018年，环保部依据新修订《大气污染防治法》2016年实施以来首次对车企行政处罚，两家车企罚款逾3877万元。

#### 私人
截至2015年9月27日，代表大众汽车和奧迪車主在美國和加拿大中至少提起了34起集體訴訟，指控大眾汽車違反了合同，欺詐性的隱瞞，虛假廣告以及違反聯邦和（州）法律的行為，並且由於可能會降低馬力和燃油效率，將柴油的「價值降低」定為與污染法規保持一致。
據路透社報導，集體訴訟律師之所以能夠如此迅速動員的原因之一是，該公司向包括法學家在內的高級專業人士的營銷適得其反。
2015年9月30日，至少有一項投資者訴訟要求美國福斯存託憑證持有人提起集體訴訟，以求就排放醜聞造成的股票價值下跌獲得賠償。

### 對公司

#### 股價
| 日期    | 收盤價 | 幅度      | % 9月17日 | % 前一日 |
| ------- | ------ | --------- | --------- | -------- |
| 9月17日 | 167    | 60,600    | 0.00%     |          |
| 9月18日 | 161    | 112,700   | −3.61%    | −3.61%   |
| 9月21日 | 134    | 1,496,700 | −20.13%   | −17.14%  |
| 9月22日 | 111    | 3,058,700 | −33.57%   | −16.83%  |
| 9月23日 | 119    | 2,381,300 | −28.97%   | 6.92%    |
| 9月24日 | 119    | 1,542,800 | −28.97%   | 0.00%    |
| 9月25日 | 116    | 880,700   | −30.97%   | −2.82%   |
| 9月28日 | 107    | 865,400   | −36.02%   | −7.31%   |
| 9月29日 | 103    | 513,700   | −38.29%   | −3.55%   |
| 9月30日 | 105    | 416,500   | −37.31%   | 1.60%    |
| 10月1日 | 105    | 477,700   | −38.59%   | 0.10%    |
| 10月2日 | 101    | 588,700   | −39.58%   | −3.71%   |
| 10月5日 | 103    | 754,400   | −38.59%   | 1.63%    |

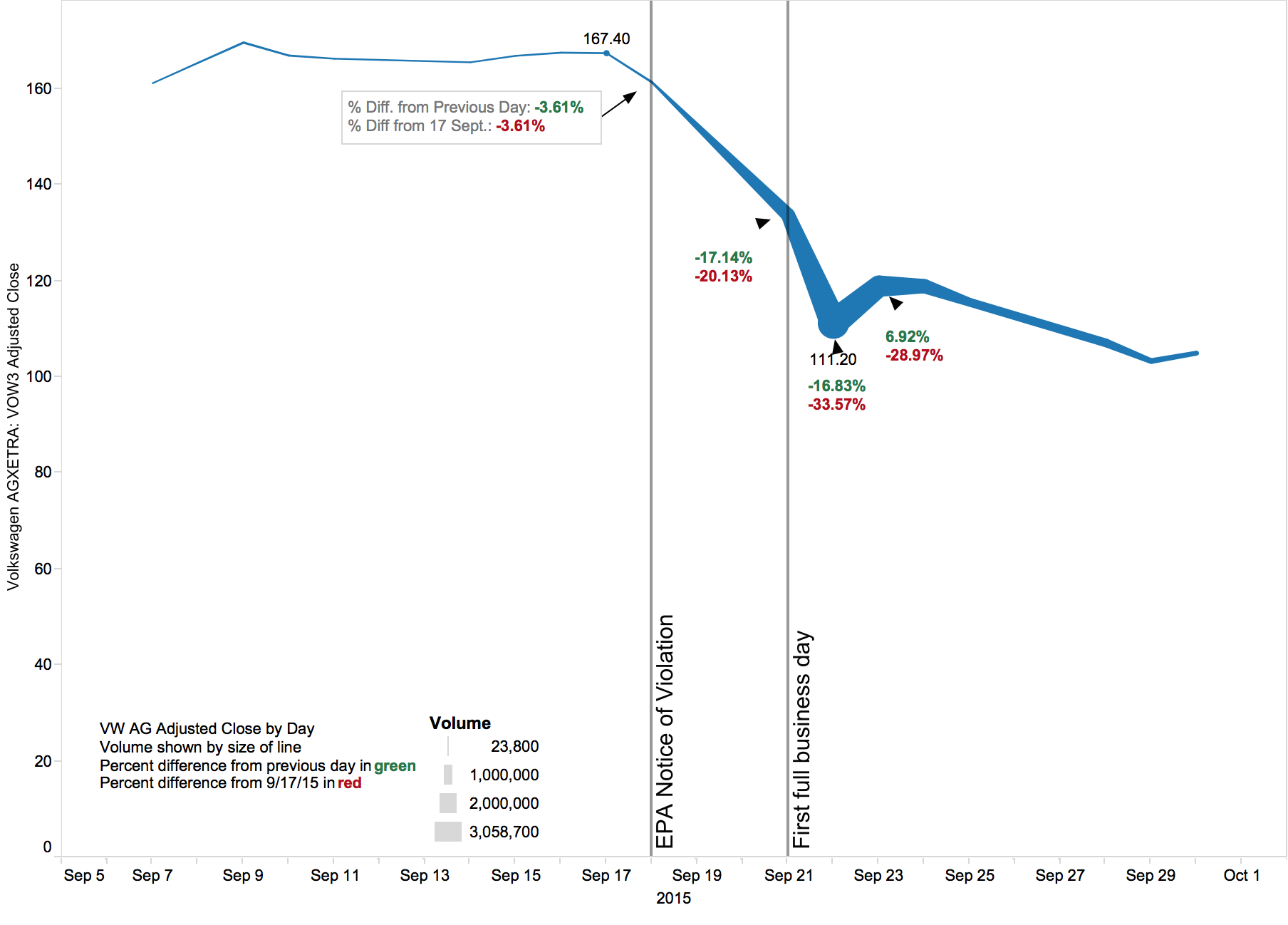
福斯汽車股份公司（VOW.DE）的價格，已調整收盤價。線寬顯示交易量。綠色文字是與前一天收市價的百分比差異。以紅色表示與2015年9月17日收盤價的百分比差異

2015年9月21日，即EPA違反福斯的通知發布的第一天，福斯汽車在法蘭克福證券交易所的股價下跌了20％。9月22日，該股又下跌了12％。 9月23日，該股迅速下跌了10.5％，跌至100歐元以下，跌至創紀錄的4年低點，之後漲回一些。其他德國汽車製造商的股價也受到影響，寶馬下跌了4.9％，戴姆勒下跌了5.8％。一年後，福斯汽車的股價下跌了30％。

#### 市場
2015年11月，福斯汽車在美國的銷量為23882輛，比2014年11月減少了24.7％。
在韓國，由於福斯汽車公司積極的營銷努力，例如某些車型的折扣高達₩18,000,000（按2015年12月匯率折算為(15,600美元 ），11月的銷量較去年同期增長了66％，達到4,517輛。
在英國，醜聞並未影響銷量，2016年銷量創下了歷史新高，使大眾汽車在最暢銷汽車中排名第二。
自醜聞爆發以來，福斯汽車在歐洲的銷量於2016年4月首次恢復增長，集團市場份額為25.2％，而此前的水平為26.1％。

#### 二級市場
特拉維夫大學研究人員進行的一項研究探討了該醜聞對以色列二級市場的影響。來自 特拉維夫大學 的 Itai Ater 教授和來自 特拉維夫大學 的博士生 Nir S. Yoseph,探討了醜聞對以色列二級市場的影響。 根據發表在“工業經濟學雜誌”上的這項研究，大眾汽車排放醜聞對二級市場涉及受影響車型的交易數量產生了統計上顯著的負面影響（接近 -18% ) 和他們的轉售價格（接近 -6%）。 該研究還發現，交易數量的減少主要是由私人賣家推動的，非私人賣家幾乎沒有迴避市場。 這些發現表明，私人賣家的二手車供應相對於非私人賣家的二手車供應更具彈性.該研究的作者認為，柴油門事件後較低的支付意願和逆向選擇也可以解釋這些結果.

## 猴子門
2018年1月，美國「紐約時報」報出案外案，指出福斯、梅賽德斯-賓士等車廠（寶馬已發表聲明並未參與）資助的「歐洲運輸業環境與健康研究組織」（EUGT）將10隻猴子關入廢氣室中，實驗廢氣對猴子的影響。

## 反應

### 政治人物
德國總理安格拉·梅克爾表示，她希望此事的所有事實能盡快得到公佈，並敦促“完全透明”。她還指出，德國運輸部長亞歷山大·杜布林德正在與福斯汽車保持聯繫。

### 汽車行業和其他評論員
包括豐田汽車、通用汽車，標致雪鐵龍，雷諾，馬自達，賓士和本田汽車在內的主要汽車製造商發表了新聞聲明，重申其車輛遵守其經營所在市場的所有法規。汽車製造商和貿易商協會將這個問題描述為影響“一家公司”，沒有證據表明整個行業都可能受到影響。
雷諾-日產汽車公司CEO卡洛斯·戈恩說，對於汽車製造商來說，很難在內部隱瞞偽造車輛排放數據的努力，例如福斯汽車公司所發生的那樣：“我認為您無法將這種事情藏在灌木叢中。 ”
福斯汽車因其“通過自動解決汽車測試時產生的自動，機電產生的排放量減少而解決的汽車過量排放的問題” ，獲得了科學幽默雜誌Annals of Improbable Research的2016年搞笑諾貝爾化學獎。

### 媒體
福斯汽車廢氣排放醜聞也加入了其他門後綴事件的行列，媒體創造了柴油門和排放門來形容它。
福斯TDI排放醜聞已引起廣泛的負面媒體曝光，批評福斯集團的標題為多個新聞收集和報導組織的網站。 路透社表示，與2015年希臘主權債務違約的後果相比，福斯汽車的危機對德國經濟的威脅可能更大。德國國家廣播公司德国之声称，一場“訴訟海嘯”正向大眾汽車駛去，而這起醜聞給該國的心靈和“德國製造”品牌帶來了打擊。福斯機械公司說，這起醜聞“比召回要糟得多”，這表明福斯汽車曾從事“憤世嫉俗的欺騙”模式。

### 民調
儘管發生了醜聞，但針對Bild進行的一項民意測驗表明，大多數德國人（55％）仍然對福斯集團汽車有“極大的信心”，超過四分之三的人認為其他汽車製造商也同樣犯了操縱罪嫌。

## 外部連結
- EPA Notice of Violation （页面存档备份，存于）
- EPA Notices of Violation FAQ （页面存档备份，存于）
- State of California EPA In-Use Compliance Letter
- VW diesel official FAQ
- Written Testimony of Michael Horn, CEO of Volkswagen Group of America Before the U.S. House Committee on Energy and Commerce, 8 October 2015 （页面存档备份，存于）
- Analysis of the emission scandal from a procedural, organizational and technical level: YouTube上的The exhaust emissions scandal ("Dieselgate") [32c3].
- （页面存档备份，存于） U.S. v. Volkswagen AG, Complaint, Filed 4 January 2016
- （页面存档备份，存于） Infographic - simple overview
- Hans Koberstein: （页面存档备份，存于） The VW emissions scandal – past, present and future, DW-TV Close Up documentary 15 August 2017
- EU Commission - Dieselgate
- 新浪汽车·汽车头条专题
- 凤凰汽车专题
- 澎湃新闻报道标签关键词 #大众排放门 #大众汽车“排放门”# 排放门